# Gasturbin

Liten gasturbin (ca 20 kW) för direktdrift av generator (80 000 rpm).

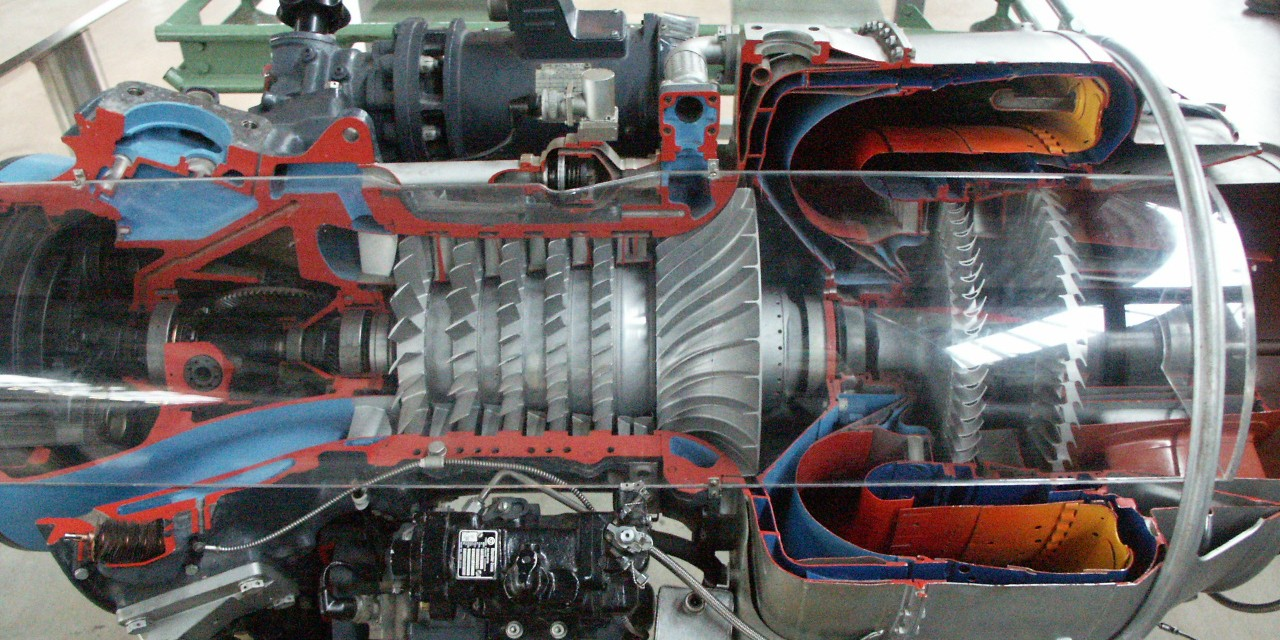
Större, växlad Lycoming T53-gasturbin för drift av flygplan, fartyg, helikoptrar, generatorer etc. Effekt 800-1400 kW.

Schematisk och termodynamisk beskrivning av gasturbinens arbetssätt.

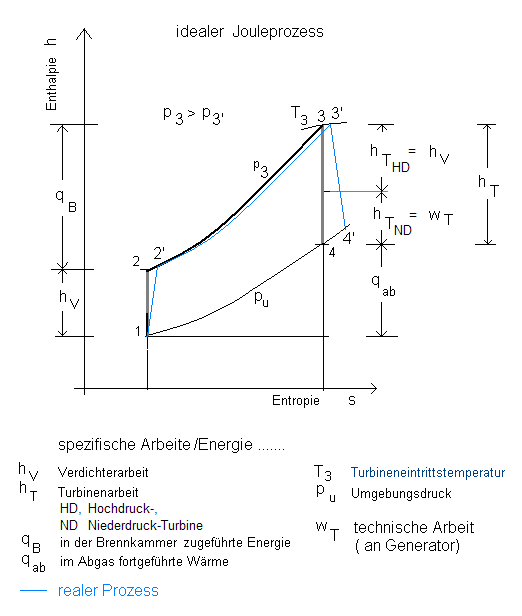
Studie över hur energimängder (vertikal skala) i kompressor (1-2') och bränsle (2'-3') förhåller sig till utbytet i turbinen (3'-4')

En gasturbin är en turbin som drivs av strömmande förbränningsgaser från en gasgenerator som utgör den egentliga kraftkällan. En gasturbin är således samma sak som en jetmotor där gaserna i stället för att strömma ut i en jetstråle får driva en turbin kopplad till exempelvis en elektrisk generator.

## Gasturbinens delar
Med gasturbin avses nästan alltid ett komplett aggregat inklusive gasgenerator. Detta består av en kompressor, en brännkammare och en turbin uppdelad i två steg: kompressorturbinen (om kompressorn är turbindriven) och kraftturbinen. Själva gasgeneratorn kan även utföras med kolvmotorer.
Luft komprimeras i kompressorn för att sedan blandas med ett bränsle, till exempel naturgas, som antänds i brännkammaren. Förbränningsgaserna trycks med hög hastighet genom turbinen som omvandlar rörelseenergin i förbränningsgaserna till mekanisk rotationsenergi på turbinaxeln.
Större stationära turbiner förses också med en värmeväxlare för att återföra så mycket som möjligt av avgasvärmen till förbränningsluften. Ibland utförs kompressionen i flera steg med mellanliggande gaskylning.

## Egenskaper och användning
Gasturbinerna har mycket hög effekt i förhållande till sin storlek och sin vikt. Mindre gasturbiner har låg verkningsgrad men om de är av storleken 1 MW och uppåt har de bättre verkningsgrad, dock aldrig jämförbar med den hos kolvmotorer. Vid effekter över 1 MW är dock gasturbinen snart ett så pass mycket billigare alternativ att den, trots skillnaden i verkningsgrad, konkurrerar ut kolvmotorn. En bidragande faktor i vissa tillämpningar är att en kolvmotor inte är optimal för det låga lufttrycket på hög höjd medan gasturbiner har betydligt större lufttryckstolerans. För användning i flygplan kompenserar den låga vikten till viss del att verkningsgraden inte är optimal.
Ett vanligt användningsområde för gasturbinen är elektrisk kraftproduktion. En fördel är att aggregaten går snabbt att sätta upp och kan vara i drift efter bara några månader. De går också snabbt att starta och stoppa vilket gör dem lämpade för reservkraft. Som exempel har Stallbacka kraftverk i Trollhättan sådana reservkraftverk drivna av svensktillverkade GT120 turbiner från STAL som kommer upp i full effekt efter bara 8 minuter. 
I en gasturbin cirkulerar ett effektbelopp som vida överstiger vad som kan tas ut på kraftturbinen. Eftersom så stor del av i turbinen utvunnen energi åtgår till kompressordriften kan gasturbiner användas till en intressant form av utjämnande spetslastproduktion: Luft komprimeras under låglasttid och magasineras i en underjordisk reservoar och när kraftbehovet är stort används luft och bränsle i en turbin som helt och hållet får driva en generator. Kompressorn - gasturbinens svaga punkt - kan då göras mer effektiv och drivas med valfri kraftkälla och uttagbar eleffekt i samband med spetslastuttagen kan uppgå till över 100 % av tillförd bränsleeffekt och svarande mot avsevärt större energibelopp än vad som tillfördes under låglastperioden.
Gasturbiner kombineras ofta med ångturbiner i så kallade kombikraftverk för högre effektivitet. Trots sin enorma tillgång till naturgas, vars användning tidigare knappast kännetecknats av hushållning och energieffektivitet, är det i denna mer effektiva form Ryssland bygger naturgasbaserade baslastverk idag.
Gasturbiner för mekanisk drift finns också, till exempel i stridsvagnar, helikoptrar, flygplan och så länge energin var billig även i fartyg. Chrysler konstruerade i början av 1960-talet en gasturbindriven personbil, som dock inte kom längre än till prototypstadiet. Team Lotus använde även denna motor som en prototyp till en formel 1 motor under säsongen 1971.
Volvo har testat egenutvecklade gasturbiner för bilar bland annat genom vardaglig körning i Malmötrakten.. 

## Bränslen
Bränslet är oftast någon oljeprodukt eller naturgas, men försök med koleldade gasturbiner har gjorts. Bland annat finns två sådana kraftverk i Värtaverket i Stockholm.